# 判屋
判屋或贝特丁（希伯來語：בֵּית דִּין，羅馬化：Bēṯ Dīn，直译：「审判之屋」，[beːθ ˈdiːn]）是犹太教中的一种拉比法庭。在判屋法庭前举行的听证会被称为“丁妥拉”（羅馬化：din Torah，直译：「妥拉律法」）。在以色列以及众多流散犹太人社区中都可以找到判屋法庭。
判屋法庭中的判释（羅馬化：psak）以哈拉卡律法（羅馬化：halakha）为基础，但有时也会纳入其他法律体系。由于它不属于世俗法律体系，因此当案件与世俗法院重叠时，其判决并不总是被世俗法院承认。